# Major League Soccer 2018
Major League Soccer 2018 is het 23ste seizoen in de geschiedenis van de Major League Soccer, de Noord-Amerikaanse voetbalcompetitie. Het seizoen begon op 3 maart 2018 en eindigt met de finale om de MLS Cup op 8 december 2018. Ten opzichte van het vorige seizoen is er een bijkomende ploeg in de Western Conference, Los Angeles FC.
Gedurende het reguliere seizoen 2018 van de Major League Soccer speelt elk team 34 wedstrijden, waarvan de helft thuiswedstrijden zijn en de andere helft op verplaatsing. Teams spelen een heen- en terugmatch tegen de andere teams van de eigen conference (10 bij teams van de Eastern Conference, 11 bij teams van de Western Conference). Daarnaast spelen teams van de Western Conference een bijkomende wedstrijd tegen een ploeg van de eigen Conference, en spelen teams van de Eastern Conference twee dergelijke bijkomende wedstrijden. Daarnaast spelen alle teams ook eenmaal tegen alle tegenstanders van de andere Conference. Het reguliere seizoen eindigt op 28 oktober 2018. Vervolgens start de MLS Cup Playoffs op 31 oktober 2018 die eindigt met de finale op 8 december 2018.

## Teams

### Stadions en locaties
| · Atlanta Fire Rapids Crew D.C. Dallas Dynamo LAFC Galaxy Minnesota Impact Revolution NYCFC Red Bulls Orlando Union Timbers RSL Earthquakes Sounders Sporting KC Toronto FC Whitecaps Locatie van de teams van het seizoen 2018 van de Major League Soccer · Western Conference Eastern Conference |
| --- |

| Western Conference     | Western Conference         | Western Conference |
| Team                   | Stadion                    | Capaciteit         |
| ---------------------- | -------------------------- | ------------------ |
| Colorado Rapids        | Dick's Sporting Goods Park | 18.061             |
| FC Dallas              | Toyota Stadium             | 20.500             |
| Houston Dynamo         | BBVA Compass Stadium       | 22.039             |
| LA Galaxy              | StubHub Center             | 27.000             |
| Los Angeles FC         | Banc of California Stadium | 22.000             |
| Minnesota United FC    | TCF Bank Stadium *         | 21.895             |
| Portland Timbers       | Providence Park            | 21.144             |
| Real Salt Lake         | Rio Tinto Stadium          | 20.213             |
| San Jose Earthquakes   | Avaya Stadium              | 18.000             |
| Seattle Sounders FC    | CenturyLink Field *        | 39.419             |
| Sporting Kansas City   | Children's Mercy Park      | 18.467             |
| Vancouver Whitecaps FC | BC Place *                 | 22.120             |

| Eastern Conference     | Eastern Conference      | Eastern Conference |
| Team                   | Stadion                 | Capaciteit         |
| ---------------------- | ----------------------- | ------------------ |
| Atlanta United FC      | Mercedes-Benz Stadium * | 42.500             |
| Chicago Fire           | Toyota Park             | 20.000             |
| Columbus Crew SC       | Mapfre Stadium          | 19.968             |
| D.C. United            | Audi Field              | 20.000             |
| Montreal Impact        | Stade Saputo            | 20.801             |
| New England Revolution | Gillette Stadium *      | 20.000             |
| New York City FC       | Yankee Stadium *        | 30.321             |
| New York Red Bulls     | Red Bull Arena          | 25.000             |
| Orlando City SC        | Orlando City Stadium    | 25.500             |
| Philadelphia Union     | Talen Energy Stadium    | 18.500             |
| Toronto FC             | BMO Field               | 30.000             |

Sommige stadia zijn niet specifiek voetbalstadions. Deze zijn met * aangeduid en hebben in hun capaciteitscijfers een artificieel gereduceerd maximaal aantal toeschouwers.

### Sleutelpersonen en sponsors
Noot: Alle teams gebruiken Adidas als leverancier van de voetbaluitrusting (voetbalshirt, voetbalbroek, voetbalschoenen, sokken en scheenbeschermers).
| Team                   | Hoofdtrainer      | Aanvoerder        | Shirtsponsor              |
| ---------------------- | ----------------- | ----------------- | ------------------------- |
| Atlanta United FC      | Gerardo Martino   | Michael Parkhurst | American Family Insurance |
| Chicago Fire           | Veljko Paunović   | Dax McCarty       | Valspar                   |
| Colorado Rapids        | Anthony Hudson    | Tim Howard        | Transamerica              |
| Columbus Crew SC       | Gregg Berhalter   | Wil Trapp         | Acura                     |
| D.C. United            | Ben Olsen         | Wayne Rooney      | Leidos                    |
| FC Dallas              | Oscar Pareja      | Matt Hedges       | AdvoCare                  |
| Houston Dynamo         | Wilmer Cabrera    | DaMarcus Beasley  | Geen                      |
| LA Galaxy              | Sigi Schmid       | Ashley Cole       | Herbalife                 |
| Los Angeles FC         | Bob Bradley       | Carlos Vela       | YouTube TV                |
| Minnesota United FC    | Adrian Heath      | Francisco Calvo   | Target                    |
| Montreal Impact        | Rémi Garde        | Ignacio Piatti    | Bank of Montreal          |
| New England Revolution | Brad Friedel      | Claude Dielna     | UnitedHealthcare          |
| New York City FC       | Patrick Vieira    | David Villa       | Etihad Airways            |
| New York Red Bulls     | Jesse Marsch      | Luis Robles       | Red Bull                  |
| Orlando City SC        | Jason Kreis       | Jonathan Spector  | Orlando Health            |
| Philadelphia Union     | Jim Curtin        | Alejandro Bedoya  | Bimbo Bakeries USA        |
| Portland Timbers       | Giovanni Savarese | Liam Ridgewell    | Alaska Airlines           |
| Real Salt Lake         | Mike Petke        | Kyle Beckerman    | LifeVantage               |
| San Jose Earthquakes   | Mikael Stahre     | Chris Wondolowski | Sutter Health             |
| Seattle Sounders FC    | Brian Schmetzer   | Osvaldo Alonso    | Xbox                      |
| Sporting Kansas City   | Peter Vermes      | Matt Besler       | Ivy Funds                 |
| Toronto FC             | Greg Vanney       | Michael Bradley   | Bank of Montreal          |
| Vancouver Whitecaps FC | Carl Robinson     | Kendall Waston    | Bell Canada               |